# メガマックスR
メガマックスRは、2003年に山佐が開発・販売したパチスロ機である。

## 概要
本機は山佐初のAT＋ストック機であり、ボーナスのみをストックする。ボーナス放出抽選とATであるメガラッシュ（MR）の抽選を毎ゲーム行っている。RTによる放出ゲーム数選択システムで好評だった同社においては、AT＋ストックというスペック同様異色なゲーム性となっていた。ちなみに演出はドットによる演出で行われる。
通常時は左リールのチェリー以外は目押し不要で、ビッグボーナス中もリプレイはずしは左リールに赤7を狙うだけで楽勝にはずせ、MR中もベル・スイカの押し順をナビしてくれるので、初心者でも十分に遊べるゲーム性であった。
MRは5・10・20・30・50・100・255Gと継続し、255Gまで継続するとATだけでも2000枚を超え、ボーナスが絡めば一撃5000枚にも達するほどである。そして、このMRはリプレイ・チェリーは消化G数にはカウントされず必ずベル・スイカが回数通り揃うようになっている。MRが短いゲーム数で一旦終了しても潜伏している場合もあり、MRが連荘することで出玉を増やすことも可能である。